# کلاودارا ایمپالا
کلاودارا امپایلا نرم‌افزار متن بازی است که شرکت کلاودارا برای پردازش موازی سنگین ارائه نموده‌است. این محصول یک موتور SQL برای ذخیره‌سازی داده‌های در کلاستر رایانه‌ایی مبتنی بر هادوپ است.

## توصیف
کلاوداِرا ایمپالا موتور «پرسش» (به انگلیسی: Query) است که بر روی هادوپ اجرا می‌شود. پرژه در اکتبر ۲۰۱۲ به صورت عمومی معرفی و توزیع شد. این توزیع به شکل «نسخهٔ آزمایشی بتا» صورت گرفت.
امپالا، پروژه‌ایی تحت اجازه‌نامه آپاچی است. ایپالا که فناوری پایگاه دادهٔ مقیاس وسیع را به هادوپ آورده و کاربران را قادر به ارائه پرسش و دریافت پاسخ در کمترین زمان ممکن می‌نماید. این پرسش، در قالبِ اس‌کیوال  و بر روی داده‌های مستقر شده در اچ‌دی‌افٰ‌اس (سیستم‌فایل توزیعی هادوپ) و اچ‌بیس (پایگاه دادهٔ توزیعی هادوپ) صورت می‌گیرد. در هنگام پرسش، داده‌های بر روی ادی‌اف‌اس جابجا یا منتقل نمی‌شوند. امپالا با هادوپ تجمیع شده تا از فایل‌ها، اَبَرداده‌ا، حفاظت و مدیریت منابع به صورت مشترک بهره برد. در قالب این اشتراک، امپایلا  امکان کار با چارچوب‌های «نگاشت‌کاهش»، «آپاچی هایو»، «آپاچی پیگ» را فراهم می‌کند
امپالا برای تحلیل‌گران داده و پژوهشگران علمی که بر روی داده‌های ذخیره‌شده بر روی هادوپ کار می‌کنند مناسب اعلام شده‌است. این داده‌ها را می‌توان از طریق SQL یا ابزارهای تجازی هوشمند مورد استفاده قرار داد. نتایج حاصله خوراک اولیه را برای پردازش در حجم وسیع را که برای نگاشت‌کاهش فراهم می‌کند. همچنین می‌توان به پرسش‌های تعاملی در همان سیستم دست‌یافت. بدین ترتیب داده‌های و ابر داده‌ها بدون نیاز به مهاجرت داده‌ها به سیستم‌های دیگر را فراهم می‌کند.
امپایلا شامل ویژگهای:
- پشتیبانی از ذخیره‌سازی اچ‌دی‌اف‌اس
- پشتیبانی از خواندن داده‌ها تحت قالب هادوپ، شاملِ متن، LZO و فایل‌های دنباله‌دار (به انگلیسی: SequenceFile)، Avro، RCFile
- پشتیبانی از حفاظت هادوپ (تعین هویت با Kerberos)
- دانه‌بندی زیر، احراز هویت مبتنی بر نقش ((به انگلیسی: role-based authorization))[۴]
- استفاده از اَبَرداده‌ها، رانشگرِ ODBC، عبارت SQL از آپاچی هایو

در اوایل ۲۰۱۳، پایگاه‌داده‌ایی مبتنی بر ستون به نام Parquet که ارائه شد که می‌توان در امپالا از آن استفاده نمود. در دسامبر ۲۰۱۳ آمازون وب سرویس (AWS) اعلام کرد که از امپالا پشتیبانی می‌نماید.

## پیوند
- Cloudera Impala وب‌سایت تجاری
- Impala GitHub وب سایتِ پروژه